# Campeonato de Escocia de Rugby 1989-90
El Campeonato de Escocia de Rugby (Scotland Division 1) de 1989-90 fue la décimo séptimo edición del principal torneo de rugby de Escocia.

## Sistema de disputa
El torneo se disputó en formato de todos contra todos en la que cada equipo enfrentó a cada uno de sus rivales.
El equipo que al finalizar el torneo obtuviera mayor cantidad de puntos, se coronó como campeón del torneo, mientras que los dos últimos descendieron directamente a la División 2. 
Puntuación
Para ordenar a los equipos en la tabla de posiciones se los puntuará según los resultados obtenidos.
- 2 puntos por victoria.
- 1 puntos por empate.
- 0 puntos por derrota.

## Clasificación
| Pos. | Equipo                  | Encuentros | Encuentros | Encuentros | Encuentros | Tantos | Tantos | Tantos | Puntos |
| Pos. | Equipo                  | PJ         | PG         | PE         | PP         | F      | C      | Dif    | Puntos |
| ---- | ----------------------- | ---------- | ---------- | ---------- | ---------- | ------ | ------ | ------ | ------ |
| 1.º  | Melrose RFC             | 12         | 10         | 1          | 1          | 247    | 107    | +140   | 21     |
| 2.º  | Heriot's FP             | 13         | 10         | 0          | 3          | 276    | 132    | +144   | 20     |
| 3.º  | Jed-Forest              | 13         | 10         | 0          | 3          | 203    | 149    | +54    | 20     |
| 4.º  | Edinburgh Accies        | 13         | 9          | 0          | 4          | 212    | 145    | +67    | 18     |
| 5.º  | Stirling County RFC     | 13         | 7          | 1          | 5          | 207    | 216    | -9     | 15     |
| 6.º  | Boroughmuir RFC         | 13         | 7          | 0          | 6          | 246    | 150    | +96    | 14     |
| 7.º  | Glasgow High Kelvinside | 13         | 6          | 1          | 6          | 181    | 195    | -14    | 13     |
| 8.º  | Gala RFC                | 13         | 5          | 2          | 6          | 187    | 223    | -36    | 11     |
| 9.º  | Hawick RFC              | 13         | 5          | 1          | 7          | 187    | 173    | +14    | 11     |
| 10.º | Selkirk                 | 13         | 5          | 0          | 8          | 235    | 256    | -21    | 10     |
| 11.º | Kelso RFC               | 13         | 4          | 1          | 8          | 195    | 221    | -26    | 9      |
| 12.º | Stewart's Melville      | 12         | 4          | 1          | 7          | 140    | 225    | -85    | 9      |
| 13.º | Ayr RFC                 | 13         | 3          | 0          | 10         | 139    | 281    | -142   | 6      |
| 14.º | West of Scotland        | 13         | 1          | 0          | 12         | 126    | 308    | -182   | 2      |

|  | Campeón.                    |
|  | Descendido a la División 2. |

| Bandera de Escocia  |
| Campeón Melrose RFC |
| Primer título       |